# Cooltoon
Cooltoon è stata un'emittente televisiva completamente dedicata all'animazione di culto destinata a un pubblico adulto e di adolescenti, in onda dal 1º maggio 2007 al 1º aprile 2011 sulla piattaforma satellitare italiana di Sky.

## Storia
I programmi di maggior successo che la rete aveva mandato in onda sono stati Capitan Harlock, Ranma ½ ridenominato dal canale Le avventure di Ranma ½, He-Man, Fat Albert, BraveStarr, City Hunter e Gordian.
Oltre alla trasmissione di cartoni animati storici, come quelli appena citati, Cooltoon aveva in seguito rinnovato il suo palinsesto trasmettendo anime più recenti come Great Teacher Onizuka, Inuyasha e le nuove inedite puntate di un cult come Lamù.

## Il cambio di denominazione

Vecchio logo

A fine aprile 2008, Fox International Channels Italy aveva fatto causa a Chellomedia in quanto il nome inizialmente avrebbe costituito una violazione del marchio "Cult", già utilizzato dalla rete televisiva Cult, dal 2006 di proprietà di Fox. Di conseguenza, il tribunale di Roma ha successivamente bloccato l'uso del marchio Cultoon, costringendo il gruppo editore del canale a sostituirlo con il più simile Cooltoon.

## La chiusura
Dal 1º aprile 2011 Cooltoon ha cessato definitivamente le proprie trasmissioni sulla piattaforma satellitare Sky Italia.

## Programmazione

### Serie animate trasmesse
- Aika
- Astrorobot contatto Ypsylon
- A tutto gas
- Ayashi no Ceres
- Beck Mongolian Chop Squad
- Blackstar
- BraveStarr
- Burn-Up Excess
- Burst Angel
- Calendar Men
- Capitan Harlock
- City Hunter
- Conan il ragazzo del futuro
- Cyborg 009
- Daitarn 3
- Daltanious
- Desert Punk
- DNA²
- Excel Saga
- Fantaman
- Fat Albert
- Ghostbusters
- Flash Gordon
- Gigi la trottola
- Ginguiser
- God Mars
- Gordian
- Great Teacher Onizuka
- He-Man e i dominatori dell'universo
- Hilary
- Hurricane Polymar
- I difensori della Terra
- InuYasha
- Ippotommaso
- Jem
- Judo Boy
- Kyashan
- La Linea
- Lamù
- Lone Ranger
- Mankatsu
- Nadesico
- Najica
- Ranma ½
- Robotech
- Sakura Mail
- Samurai 7
- Saiyuki
- Serial Experiments Lain
- She-Ra, la principessa del potere
- Soul Taker
- Tekkaman
- Terrestrial Defense Corp. Dai-Guard
- Trigun
- Transformers (G1)
- Virtua Fighter
- Yattaman